# La Esperanza, Kuba
La Esperanza är en ort i Kuba.   Den ligger i provinsen Provincia de Pinar del Río, i den västra delen av landet, 140 km väster om huvudstaden Havanna. La Esperanza ligger 8 meter över havet och antalet invånare är 3 331.
Terrängen runt La Esperanza är platt. Havet är nära La Esperanza åt nordväst. Runt La Esperanza är det ganska glesbefolkat, med 42 invånare per kvadratkilometer. Närmaste större samhälle är Viñales, 17,7 km söder om La Esperanza. I omgivningarna runt La Esperanza växer huvudsakligen savannskog.